# Фройденштадт
Фройденштадт (нім. Freudenstadt) — місто в Німеччині, знаходиться в землі Баден-Вюртемберг. Підпорядковується адміністративному округу Карлсруе. Адміністративний центр району Фройденштадт.
Площа — 87,58 км2. Населення становить 23 760 ос. (станом на 31 грудня 2020).

## Відомі особистості
В поселенні помер:
- Клаус Менерт (1906—1984) — німецький політолог.